# Theresianum

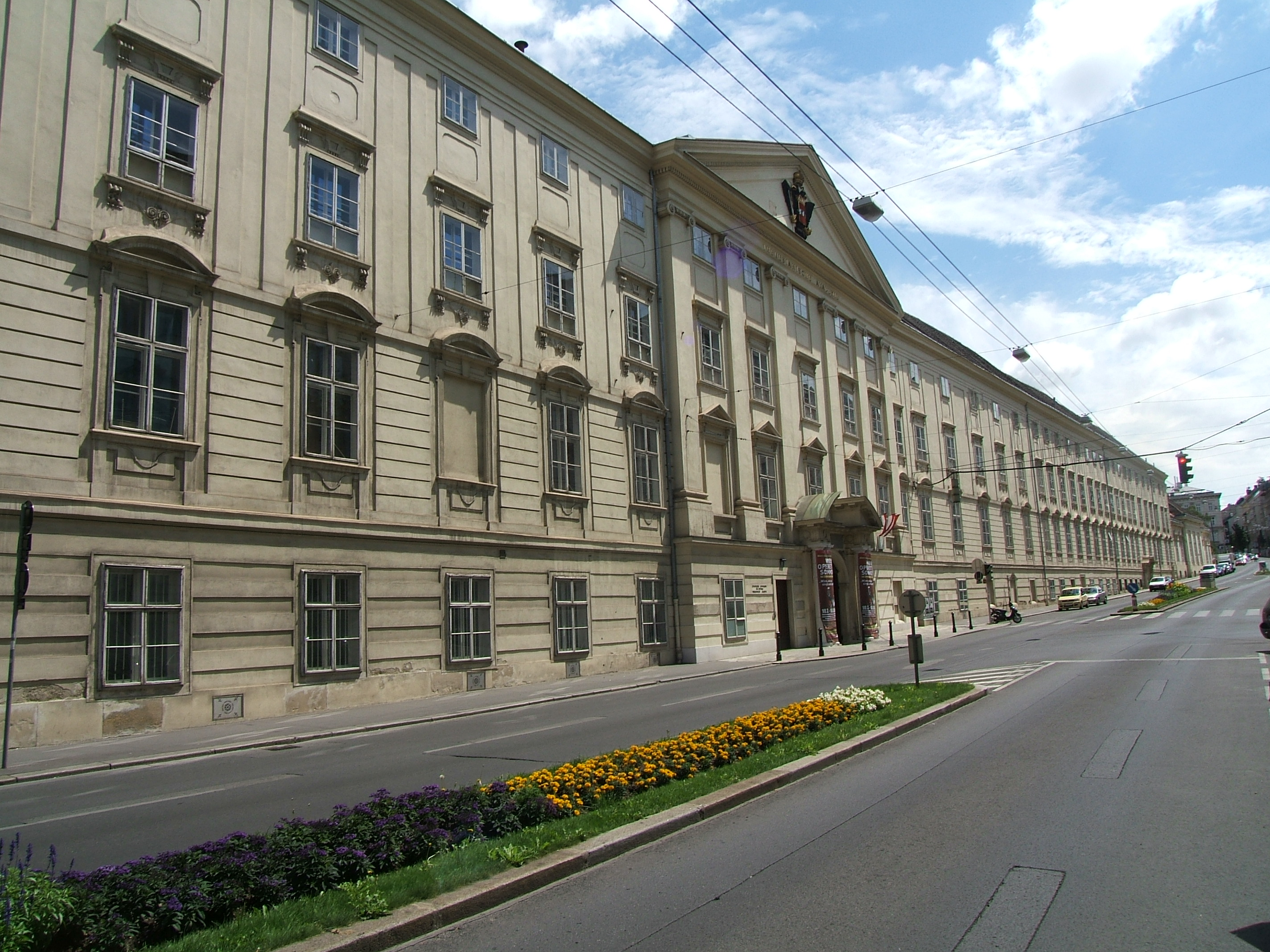
Il complesso del Theresianum

Il Collegium Theresianum (o semplicemente Theresianum) è un collegio scolastico gesuitico istituito a Vienna dall'imperatrice Maria Teresa d'Austria nel 1746. È detto anche Neue Favorita dal nome del palazzo in cui è ospitato.

## Storia

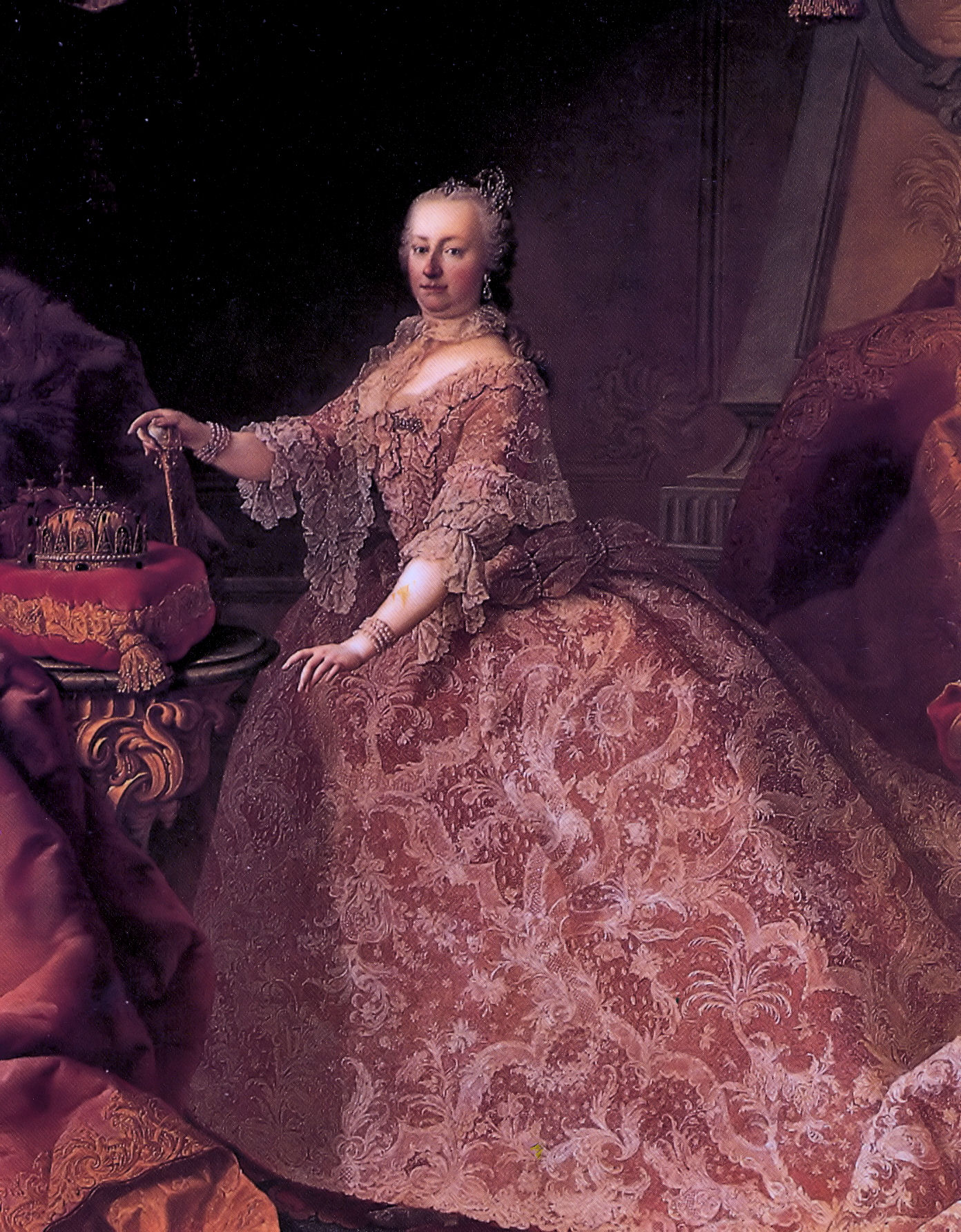
Maria Teresa d'Austria, fondatrice del Collegium Theresianum nel 1746

### Agli albori del palazzo (1614-1746)
Nel 1614 la famiglia imperiale degli Asburgo acquisì la fattoria di Angerfeldhof, appena fuori Vienna e la rinnovò dandole il nome di Favorita di modo da farne anche una delle proprie residenze estive. L'edificio originale, però, andò distrutto nel 1683 durante l'assedio di Vienna da parte dei turchi e subito dopo si procedette alla costruzione di una nuova struttura, più grande e di maggiore impatto, detta appunto Neue Favorita ("Nuova Favorita"). Tre imperatori del Sacro Romano Impero (Leopoldo I, Giuseppe I e Carlo VI) risiedettero nel palazzo. Quando nel 1740 Carlo VI morì, la Neue Favorita passò a sua figlia maggiore ed erede al trono Maria Teresa d'Austria, la quale decise di non utilizzare più la struttura come propria residenza in quanto altri preziosi castelli e ville costituivano il suo patrimonio di soggiorno estivo.

### La fondazione delCollegium Theresianum
Nel 1746, Maria Teresa d'Austria vendette il castello ai Gesuiti per 30.000 talleri con il fine di trasformarlo in un istituto di educazione, per preparare i giovani talentuosi. Come sancito in due patenti imperiali, Maria Teresa volle che l'istituzione avesse la denominazione di "Accademia Imperiale" basata sul principio di una strettissima selezione che doveva dall'altra parte corrispondere alla ricerca delle migliori menti tra insegnanti e professori..
L'istituto era destinato alla formazione dei giovani nobili, ma anche dei borghesi, avviati alla carriera di funzionari pubblici di alto livello. Il programma scolastico ruotava intorno a due ambiti. Da un lato venivano insegnate le materie necessarie ai futuri burocrati, di tipo giuridico ed economico, dall'altro, trattandosi di un collegio gestito dai Gesuiti, si dava molta importanza al catechismo, affinché la classe dirigente dei territori asburgici fosse saldamente cattolica. Mentre i professori di religione appartenevano alla Compagnia di Gesù, i professori delle materie profane potevano essere anche dei laici, come il giurista Karl Anton von Martini ed il cameralista Johann Heinrich Gottlob von Justi.
All'edificio occupato dal collegio gesuitico venne aggiunta una nuova ala adibita agli studi giuridici, la quale non ricadeva sotto la giurisdizione della Compagnia di Gesù. Tale mossa è indicativa del fatto che Maria Teresa volesse porre dei limiti alla pretesa dei Gesuiti di considerare tutto di loro competenza.

### Dalla soppressione dei Gesuiti alla Seconda Guerra Mondiale
Nel 1773, dopo che l'imperatore Giuseppe II, figlio di Maria Teresa, ebbe sciolto l'ordine del Gesuiti, il Theresianum venne temporaneamente chiuso. Dopo oltre vent'anni, nel 1797, l'imperatore Francesco II decise di riaprire l'istituzione sotto la direzione degli Scolopi. Egli completò inoltre la struttura facendole assumere l'aspetto attuale di stile neoclassico. Dopo la rivoluzione del 1848 un altro imperatore Francesco Giuseppe d'Austria, decise l'apertura delle ammissioni alla frequenza dei corsi del collegio anche ai borghesi e pose l'istituto sotto l'autorità pubblica.

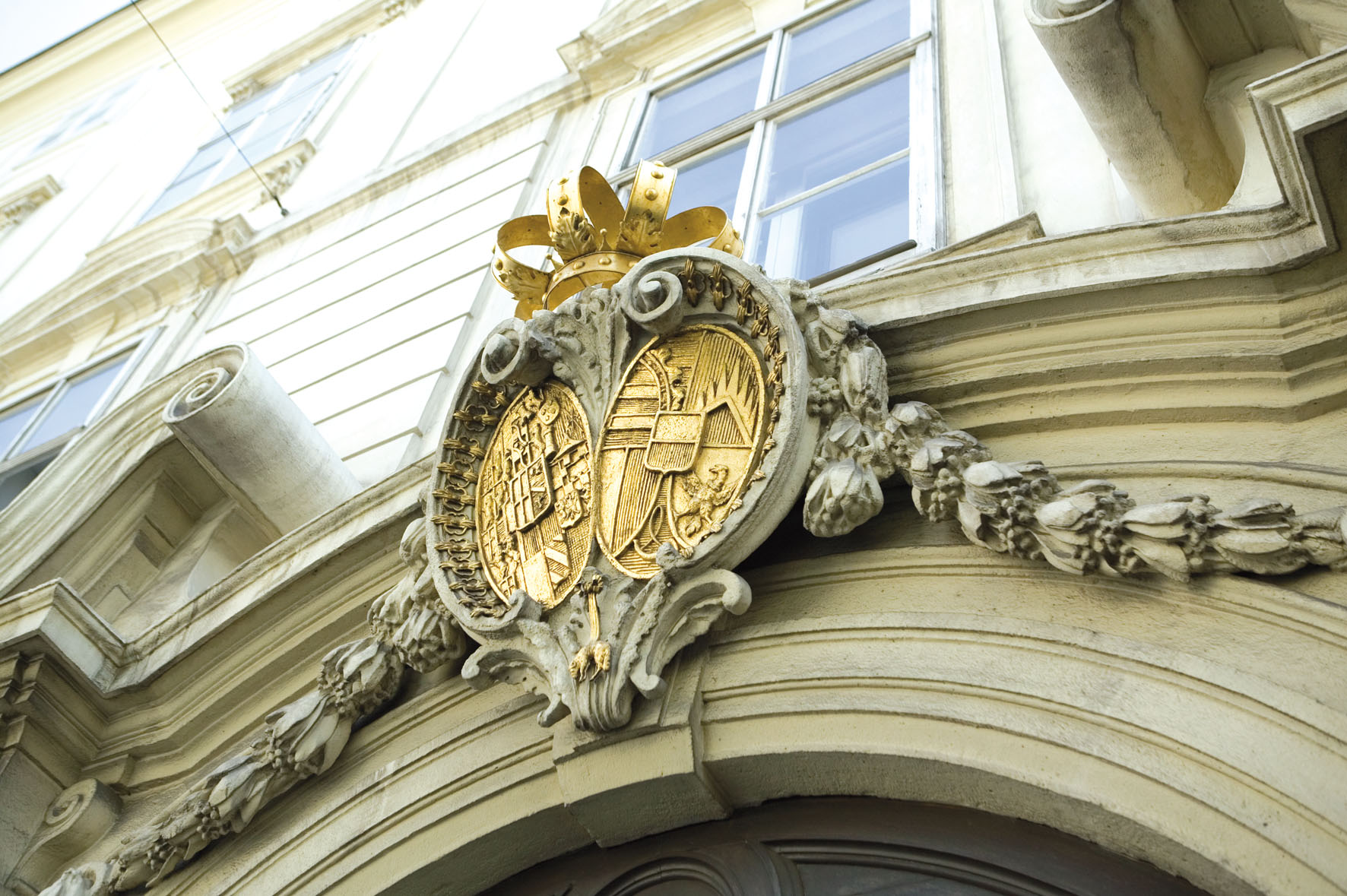
Stemma imperiale sovrastante l'entrata dell'Accademia Diplomatica adiacente al Theresianum

Nel 1883 qui venne spostata anche l'"Accademia Consolare", una delle più antiche scuole di relazioni internazionali, fondata da Maria Teresa nel 1754 col nome di Accademia Orientale in quanto le principali ambascerie erano all'epoca orientate sull'Asia. L'istituto diplomatico venne accolto in un'ala laterale del palazzo sino al 1905 quando ottenne una propria sede separata presso Boltzmanngasse, edificio attualmente occupato dall'ambasciata americana in Austria.
Dopo l'Anschluss del 1938, il Theresianum venne trasformato in un istituto di politica nazionale per l'educazione, subendo molti danni durante la seconda guerra mondiale che resero necessari dei lavori di restauro che portarono alla riapertura dello stabile nel 1957.

### La storia recente
Nel 1964 al Theresianum venne riaperta l'Accademia diplomatica di Vienna, preposta a formare le nuove personalità della politica e della diplomatica come il presidente austriaco Kurt Waldheim.
Negli anni ottanta venne introdotta l'autorizzazione alla frequentazione dell'istituto anche per le donne;.
Le materie insegnate sono filosofia, lingue straniere (inglese, francese, italiano, polacco, boemo, sloveno, serbo, croato, rumeno, russo, spagnolo, portoghese, ungherese, cinese e giapponese), oltre ad una serie di attività extracurricolari quali nuoto, danza, equitazione e molti seminari culturali e di business

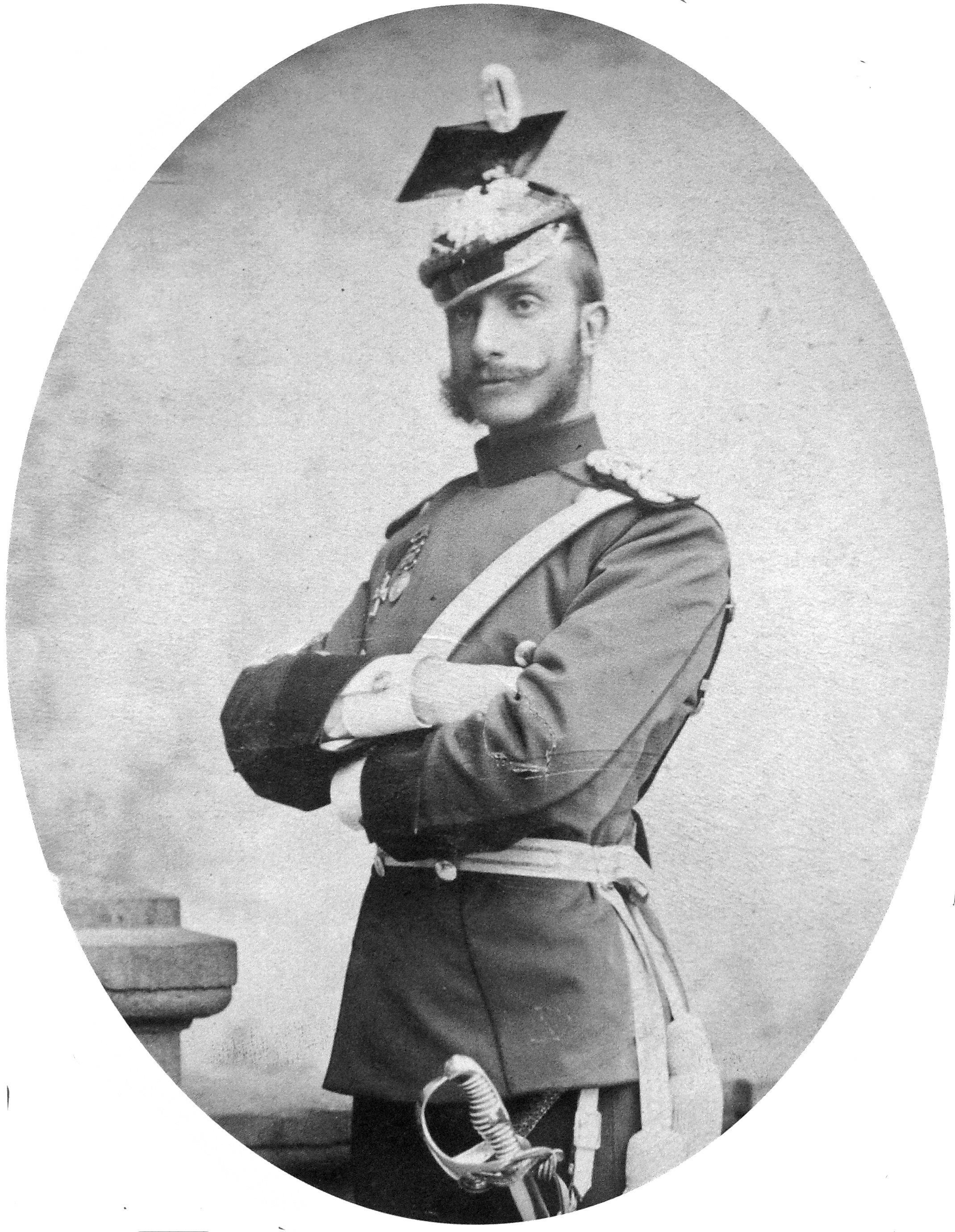
Alfonso XII, re di Spagna dal 1857-1885, fu uno tra i più famosi alunni del Collegium Theresianum

Spesso definita come una delle migliori scuole austriache, il Theresianum vanta una storia di 260 anni in Austria ed in Europa. Tra i suoi alunni vi furono moltissime personalità di rilievo, tra cui numerosi premi nobel, uomini politici, scrittori e pensatori delle più svariate discipline.

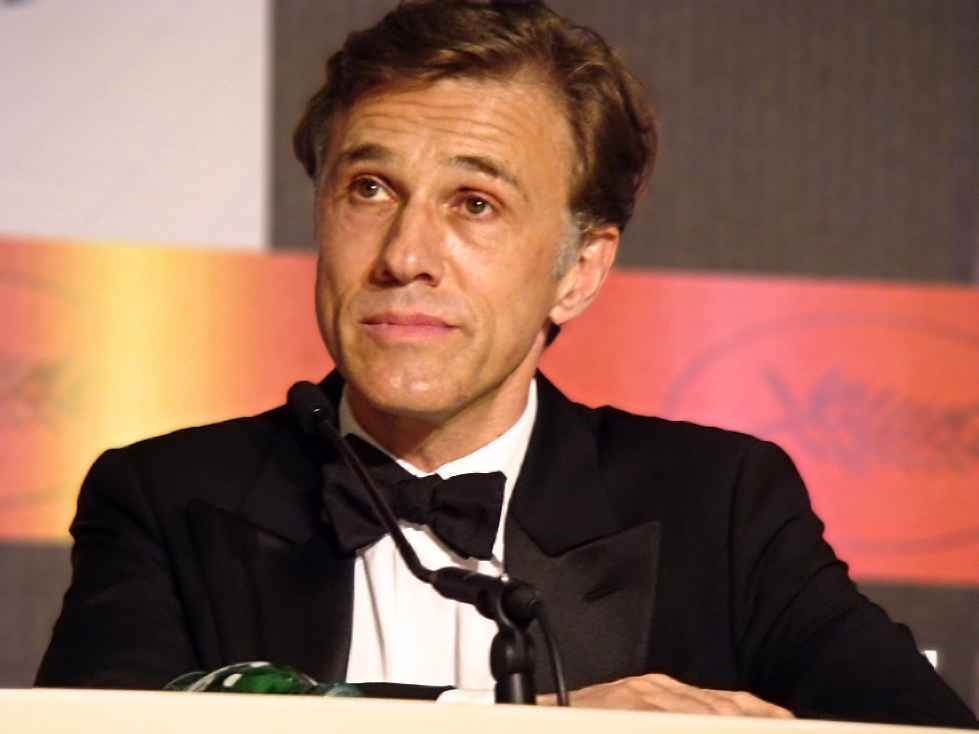
Christoph Waltz, vincitore dell'Academy Award del 2010

## Curiosità
- Nel romanzo Auto da fé di Elias Canetti, Theresianum è il nome della sede del Monte dei pegni, ove «ai mendicanti venivano tolti [...] gli ultimi averi»[13].